# Ponto final
O ponto final é um sinal de pontuação usado para indicar o final de um período, marcando uma pausa absoluta.
- Exemplo:
  - “Amo-te.”

Também é usado em abreviaturas.
- Exemplos:
  - P. = Página.

Representa também a pausa máxima da voz. É usado no final das frases declarativas ou imperativas, ou um sinal que indica um começo ou um fim.

## Histórico
O símbolo de ponto final deriva da pontuação grega introduzida por Aristófanes de Bizâncio no século III a.C.. Em seu sistema, havia uma série de pontos cuja localização determinava seu significado. . O ponto final no final de um pensamento completo ou expressão foi marcado por um ponto alto ⟨˙⟩, chamado de  stigmḕ teleía  ( στιγμὴ τελεία) ou "ponto terminal". O "ponto médio" ⟨·⟩, o  stigmḕ mésē  ( ), marcou uma divisão em um pensamento ocasionando uma respiração mais longa (essencialmente um ponto-e-vírgula) e o  ponto baixo ⟨.⟩, chamado de  hypostigmḕ  ({{lang | grc | ὑποστιγή)} ou "underdot", marcou uma divisão em um pensamento ocasionando uma respiração mais curta (essencialmente uma vírgula).